# 物見山 (埼玉県日高市)
物見山（ものみやま）は、埼玉県日高市と毛呂山町との境にある山である。奥武蔵の山の一つ。

## 概要
標高は375.4mであり、隣の日和田山とセットで麓の高麗駅付近からのハイキングコースとなっている。山自体は石灰岩の山である。
斜面は急であり、樹木に覆われている。物見山の頂上付近まで別ルートで道路が通っている。眺望は樹林がある。
木立の中の道を歩くことができるが、道の脇の斜面が急なので注意を要する。春の彼岸の頃、路傍のスミレやシャガの群生や、薄暗い木立の中には梅、コブシ、サクラ、レンギョウなどなど様々な花が咲いている。